# Oh Jung-hee (Leichtathletin)
Oh Jung-hee (* 4. Dezember 1978) ist eine südkoreanische Marathonläuferin.
1998 siegte sie beim Chuncheon-Marathon in 2:38:03 h, 2001 wurde sie Zweite beim Kunsan-Marathon, und 2002 gewann sie den JoongAng Seoul Marathon in 2:37:58. Einem sechsten Platz beim Seoul International Marathon 2003 folgte im Jahr darauf ein fünfter an derselben Stelle und ein Sieg beim Chuncheon-Marathon.
2005 wurde sie zunächst Sechste beim Seoul International Marathon mit ihrer persönlichen Bestzeit von 2:31:41 h und belegte dann beim Marathon der Leichtathletik-Weltmeisterschaften in Helsinki den 44. Platz.
2011 meldete sie sich mit ihrem dritten Sieg in Chuncheon zurück.